# Vrigne-Meuse
Vrigne-Meuse è un comune francese di 251 abitanti situato nel dipartimento delle Ardenne nella regione del Grand Est.

## Società

### Evoluzione demografica
Abitanti censiti